# Liffré
Liffré (bret. Liverieg) – miejscowość i gmina we Francji, w regionie Bretania, w departamencie Ille-et-Vilaine.
Według danych na rok 1990 gminę zamieszkiwało 5659 osób, a gęstość zaludnienia wynosiła 85 osób/km² (wśród 1269 gmin Bretanii Liffré plasuje się na 68. miejscu pod względem liczby ludności, natomiast pod względem powierzchni na miejscu 33.).